# Н'їрі

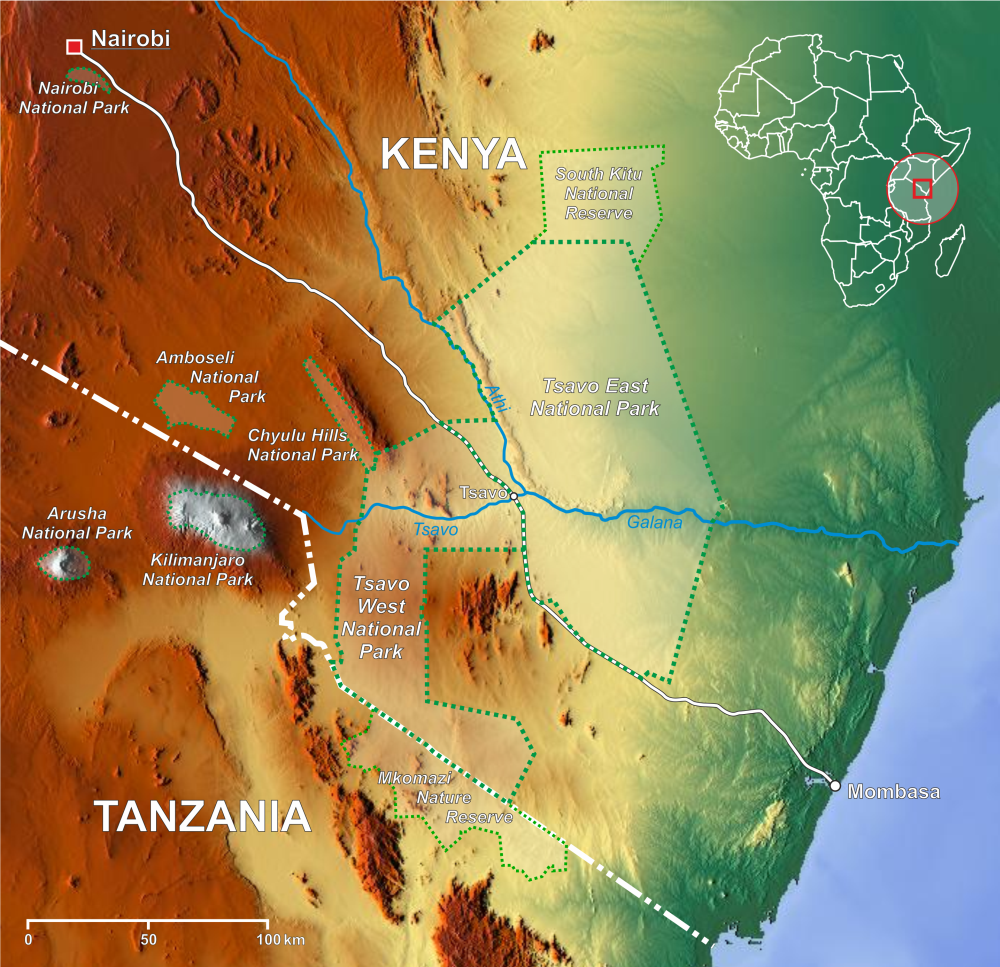
Карта пустелі Н'їрі

Н'їрі (англ. Nyiri Desert, також The Nyika або Tarudesert) — пустеля на півдні Кенії. Розташована на схід від озера Магаді, між національними парками Амбоселі, Цаво Вест та Найробі.
Гора Кіліманджаро є причиною дощового сутінку.

## Флора та фауна
У деяких частинах пустелі є щільні зарості невеликих дерев, багато з них тернисті; деякі з них отруйні.
Під час короткого сезону дощів дерева випускають зелене листя й квіти, але під час сухого сезону вони голі й обвиті сіро-зеленими ліанами та гілками колючого молочаю.
Води бракує, за винятком декількох великих джерел та річищ річок, розташованих далеко одна від одної.
У пустелі є баобаби, деяким із них понад 2000 років, їхні стовбури часто мають діаметр до 3 метрів.
Фауна включає в себе слонів, жирафів, носорогів, левів, леопардів, малих куду, і імпал.